# Рейс 11 American Airlines 11 вересня 2001
Рейс 11 American Airlines — пасажирський рейс, який виявився захопленим в процесі вчинення терактів 11 вересня 2001 року. Він став першим літаком, який був задіяний у теракті. Літак атакував північну вежу ВТЦ у Нью-Йорку, в результаті загинули усі 92 осіб, які були в той час на борту літака, а також ті, хто перебували у Вежах-близнюках. Boeing 767-223R American Airlines виконував щоденний внутріконтинентальний рейс з аеропорту Логан (Бостон) в аеропорт Лос-Анджелеса.

## Захоплення
Через п'ятнадцять хвилин після зльоту терористи поранили трьох пасажирів, виламали двері в кабіну пілотів та вбили їх. Мохаммед Атта, член Аль-Каїди і ліцензований комерційний пілот, взяв контроль над «Боїнгом». Авіадиспетчери зрозуміли, що Рейс 11 захопили, коли той перестав відповідати на запити. Стюарди Еммі Суїні і Бетті Онг зв'язалися з American Airlines і повідомили про загарбників літака і жертви на борту лайнера.

Шлях

Літак потрапив в Північну вежу Всесвітнього торгового центру о 8:46:40 за місцевим часом. Багато людей, що знаходилися на той момент на вулицях, неподалік від ВТЦ, стали свідками катастрофи. Кілька відеокамер зняли катастрофу Боїнга, найбільш відомим записом цієї трагедії є відео від Жюля Ноде, який їхав знімати документальний фільм. Після удару літаком, вежа загорілася і через 102 хвилини, після попадання Рейсу 11, вона обрушилася на сусідні райони, через що постраждала невідома кількість людей.

## Терористи
На борту літака знаходилося п'ять викрадачів: Мохаммед Атта (Єгипет) — лідер викрадачів і пілот.
Валід Аль-Шехрі (Саудівська Аравія)
Вайль Аль-Шехрі (Саудівська Аравія)
Абдулазіз аль-Омарі (Саудівська Аравія)
Сатам Аль-суками (Саудівська Аравія).
Четверо з викрадачів були обрані комп'ютерною системою вивчення пасажирів CAPPS для додаткового огляду багажу на предмет виявлення вибухових речовин. Багаж Мохаммеда Атти був перевірений ще в Портленді, а багаж Аль-Сугумі і обох аль-Шехрі був обраний для перевірки в Бостоні. Всі, крім Валіда (який летів без багажу), надали свій багаж для додаткової перевірки. Вибір системи CAPPS не став причиною додаткових перевірок самих викрадачів.

### Посадка літака
Мохаммед Атта, ватажок групи терористів, і його помічник Абдулазіз аль-Омарі вилетіли о 5:41 11 вересня 2001 з Міжнародного джетпорта Портленда і на рейсі 5930 Colgan Air (плановий час вильоту — 6:00) долетіли до аеропорту Логан (Бостон). Обидва загарбника летіли в першому класі; Атта зареєстрував на цей рейс дві сумки, аль-Омарі ж, їхав без багажу. Коли вони реєструвалися, система CAPPS вибрала Атту на перевірку його багажу, але там нічого протизаконного не було знайдено. О 6:45, після 45-хвилинного перельоту, Атта і аль-Омарі прибутку в Бостон. В цей же час до аеропорту прибули ще 3 загарбника: Валід аль-Шехрі, Ваіль аль-Шехрі і Сатам аль-суками. О 6:52 пілот-загарбник рейсу 175 United Airlines (який знищив іншу, Південну башту ВТЦ) Марван аль-Шеххі (який у той момент теж перебував в аеропорту Логан) подзвонив з вбудованого в аеропорту телефону і повідомив, що плани атаки залишаються в силі.
Через те, що Атта і аль-Омарі прилетіли з іншого міста їх багаж перевіряти не стали, і загарбники без перешкод зареєструвалися. Після реєстрації офіцери авіалайнера забули завантажити на борт Боїнга багаж Мохаммеда Атти. О 7:40 всі п'ятеро загарбників зайняли місця на борту літака. Атта зайняв місце в бізнес-класі (8D). У бізнес-класі також розташувалися аль-Омарі (8F) і аль-Суками (10В). Обидва аль-Шехрі зайняли місця в першому класі (2А і 2В). Рейс 11 повинен був планово вилетіти в 7:45, але тільки через хвилину від розкладу літак почав рух до коридору, в 7:50 літак вирулив на ВПП. У 7:59 літак почав розганятися зі злітної смуги 4R.

## Реакція військових
Після численних невдалих спроб зв'язатися з літаком і отримання повідомлення «у нас кілька літаків», авіадиспетчер вирішив, що літак захоплений. Він повідомив свого безпосереднього керівника, який, у свою чергу, повідомив керівництво, що захоплений літак прямує в зону відповідальності Нью-Йоркського центру. У 8:32 центр FAA в Херндон повідомив про захоплене літаку в штаб-квартиру FAA.
О 8:37:52 Бостонський Центр, проігнорувавши прийнятий протокол, зв'язався з Північно-Східним Сектором (NEADS) Командування ППО північноамериканського континенту (NORAD) в місті Рим, штат Нью-Йорк. NEADS по тривозі підняли два винищувачі F-15 з бази ВПС Отіс на перехоплення рейсу 11. Винищувачі злетіли в 8:53, через 7 хвилин після того, як рейс 11 врізався в північну вежу ВТЦ.
Оскільки радіолокаційний відповідач рейсу 11 був відключений, пілоти винищувачів не знали про його направлення і курсі на перехоплення. Кілька хвилин у NEADS витратили на очікування, що рейс 11 з'явиться на їх радарах. NORAD отримав попередження про викрадення лайнера за дев'ять хвилин до катастрофи.

## Цікаві факти
- Марк Волберг міг стати жертвою терористичних ударів 11 вересня, але напередодні рейсу він передумав летіти і відмовився від броні.